# Koprivna (gmina Oštra Luka)
Koprivna (cyr. Копривна) – wieś w Bośni i Hercegowinie, w Republice Serbskiej, w gminie Oštra Luka. W 2013 roku liczyła 524 mieszkańców.